# نوع داده تکراری بدون تعارض
در محاسبات توزیع‌شده، یک نوع داده تکراری بدون تعارض (CRDT) یک ساختار داده‌ای است که در چندین رایانه در یک شبکه با ویژگی‌های زیر تکرار می‌شود:
1. این برنامه می‌تواند هر ماکتی را به‌طور مستقل، هم‌زمان و بدون هماهنگی با دیگر ماکت‌ها به روز کند.
2. یک الگوریتم (خود بخشی از نوع داده) به‌طور خودکار هرگونه ناهماهنگی را که ممکن است رخ دهد، برطرف می‌کند.
3. اگرچه کپی‌ها ممکن است در هر نقطه زمانی خاص حالت‌های متفاوتی داشته باشند، اما تضمین می‌شود که در نهایت همگرا شوند.

مفهوم داده تکراری بدون تعارض به‌طور رسمی در سال ۲۰۱۱ توسط مارک شاپیرو، نونو پرگوئیسا، کارلوس باکورو و مارک زاویرسکی تعریف شد. انگیزه توسعه در ابتدا با ویرایش مشترک متن و محاسبات تلفن همراه بود. داده تکراری بدون تعارض همچنین در سیستم‌های چت آنلاین، شرط‌بندی آنلاین و در پلتفرم توزیع صوتی ساندکلود بهره‌گیری شده‌اند. پایگاه داده‌های توزیع‌شده نواسکیوال ردیس، Riak و Cosmos DB دارای انواع داده‌های CRDT هستند.